# 軟體度量
軟體度量（software metric）是一個對於軟體性質及其規格的量測。軟體度量的目的是獲得客觀、可以複製及量化的量測結果，依軟體度量性質及特性的不同，可以分別應用在軟體開發的時程及預算規劃、成本估算、品質保證測試、軟體偵錯、軟體性能最佳化或專案人員配置的最佳化等領域。

## 舉例
源代碼行數簡稱SLOC，是最簡單的一種軟體度量，以下以包括注釋的實體源代碼行數（LOC）為準，說明軟體度量的特性及一些限制。
以下的C程式碼只有一行，其LOC為1：
```
for
 
(
i
 
=
 
0
;
 
i
 
<
 
10
;
 
i
 
+=
 
1
)
 
printf
(
"hello"
);
 
/* How many lines of code is this? */

```

但程式碼在重新排版為以下的程式碼時，其LOC就從1改變為5，但實際的程式機能沒有改變：
```
/* Now how many lines of code is this? */

for
 
(
i
 
=
 
0
;
 
i
 
<
 
10
;
 
i
 
+=
 
1
)

{

    
printf
(
"hello"
);

}

```

若不使用迴圈的架構，直接呼叫10次printf，一般不建議以這種方式撰寫程式，但其LOC為11，比上述二個程式的LOC都大：
```
/* It is not a good code style */

printf
(
"hello"
);

printf
(
"hello"
);

printf
(
"hello"
);

printf
(
"hello"
);

printf
(
"hello"
);

printf
(
"hello"
);

printf
(
"hello"
);

printf
(
"hello"
);

printf
(
"hello"
);

printf
(
"hello"
);

```

不同的軟體度量可量測的軟體性質也隨之不同，像源代碼行數適合量測軟體的大小，但無法量測軟體的模組化程度，而且此度量方式是要量測原代碼的長度，不適合作為軟體規劃階段進行度量。

## 常見的軟體度量
以下是一些常見的軟體度量：
- 平衡計分卡
- 每行程式的程式錯誤比率
- COCOMO（構造性成本模型）
- 代碼覆蓋率
- 内聚力
- 註解密度[1]
- 同步變化的軟體元件（英语：Connascent software components）
- 耦合力
- 循環複雜度
- DSQI（設計結構品質指標）
- 機能點分析（英语：Function point analysis）
- 霍爾斯特德複雜度量測
- 指令路徑長度（英语：Instruction path length）
- 類別及介面的數量
- 源代碼行數
- 客戶需求行數
- 程式執行時間
- 程式載入時間
- 二進制檔案長度
- 軟體包裝度量（英语：Software package metrics）
- 加權微機能點（英语：Weighted Micro Function Points）

## 限制
軟體的開發過程相當複雜，其方法論及目標都有高度的變異性，因此很難定義軟體質或是量的數據，並確定一個有效的和及時的計量方式，尤其要在軟體的細部設計前進行相關的預估，更加困難。另一個困難、常產生爭議的是度量的定義，以及各度量之間的重要性。
實務上的軟體度量常常縮減為以下幾個因素的組合：
- 時程
- 大小或是複雜度
- 成本
- 品質

度量的目標可能會針對是上述的一項因素或是多項因素。

## 評論
軟體開發者指出過於簡化的軟體度量可能弊大於利。有些軟體開發者也注意到軟體度量已成為軟體開發過程中的一部份。有些軟體開發者注意到軟體度量可能造成程式設計者的壓力及焦慮，或是設法製造不實的度量，不過也有些軟體開發者認為軟體度量對程式設計者有正面影響，可以肯定自身工作的價值。
有些軟體開發者認為許多軟體度量的定義不夠精確，而在實務上也很難預估當軟體完成時，其對應的軟體度量的目標值為何，不過也有些軟體開發者認為不精確的量測至少比沒有量測要好「若對一個事物無法測量，也就無法控制這個事物。」。
軟體度量已廣為政府機關、美國軍方、美国国家航空航天局（NASA）、資訊科技諮詢機構、學術機構所使用，也有許多商用或學術使用的軟體開發預估軟體。